# ديوان (لقب)

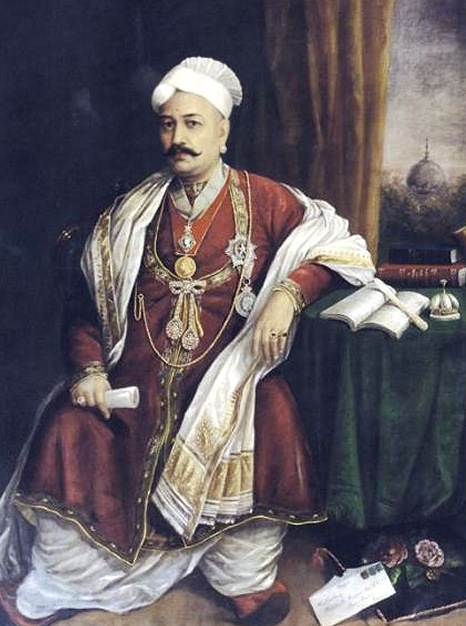

الدِيوَان لقب كان يُطلق في بعض البلدان الإسلامية على قادة ذوي وظائف مختلفة. إذ كان الديوان، أثناء حكم المغول في الهند، لقبًا يحمله كبير ضباط الجباية بمقاطعات الهند. ثم، صار اللقب يُطلق، في وقت لاحق، على وزراء المالية ورؤساء الوزراء وقادة العديد من الولايات الأميرية الهندية، خاصة منها المسلمة، ولكن أيضا الكثير من الولايات الهندوسية.